# Pierre Michon
Pierre Michon (Cardos, comuna de Châtelus-le-Marcheix, departamento da Creuse, 1945) é um escritor francês. Foi criado por sua mãe professora, quando seu pai deixou o lar.

## Biografia
Ele passou a infância em Guéret,  no departamento da Creuse,  começando em
seguida os estudos de Letras  em Clermont-Ferrand,  tendo dedicado  seu trabalho
de  mestrado a Antonin Artaud. Após haver entrado  numa tropa de teatro, começou a 
viajar  pela  França afora. Da mesma maneira que
Arthur Rimbaud,Pierre Michon  não exerceu nenhuma profissão de
maneira permanente. Aos trinta e sete anos,entrou na vida literária com a 
publicação das Vies minuscules (Vidas minúsculas), Prêmio França Cultura, 
sendo aclamado  por todos. Este livro é uma série de contos ou ‘’vidas’’de 
pessoas  amigas do narrador em seus tempos de criança e que ele  encontrou ou 
reencontrou mais tarde em  sua vida de errante. Todos os textos são muito 
densos,  com um estilo profundo que o situa  na filiação  de Julien Gracq ou 
de Louis-René des Forêts. A narração  considerada em sua totalidade se 
assemelha  ao gênero autobiográfico,  não como uma confissão mas como uma 
exploração do destino do narrador como escritor, em proa ao desafio de terminar 
o livro com sucesso.
Depois deste livro, Pierre Michon publicou outros textos curtos e notáveis sobre o destino de Rimbaud (Rimbaud o filho) e, levado por uma inspiração podendo ser qualificada de romanesca, ele escrevu  :La Grande Beune (A Grande Beune) e, mais recentemente, Abbés. É assim que ele continua uma obra exigente e discreta  que está sendo cada vez mais reconhecida pelo público.

## Vidas minúsculas
Publicada pela primeira vez em 1984, esta autobiografia é composta   de pequenas histórias, de  contos que  narram passagens da vida de pessoas, de pessoas simples que Pierre Michon conheceu  ou das quais ouviu falar  e que ele faz reviver pela escritura.

## Obras
- Vies minuscules (Vidas minúsculas), Gallimard (1984) e Folio (1996)
- Vie de Joseph Roulin ( Vida de Joseph Roulin), Verdier (1988), ISBN 2-86432-066-5
- L'empereur d'Occident (O Imperador do Ocidente) de Pierre Alechinsky, Fata Morgana (1989) ; reeditado por Verdier Poche (2007) sem ilustrações ISBN 978-2-86432-493-5
- Maîtres et serviteurs(Mestres e servidores), Verdier (1990), ISBN 2-86432-110-6
- Rimbaud le fils(Rimbaud o filho), Gallimard (1991). Em português: Sulina, 2000.
- La Grande Beune( O Grande Beune), Verdier (1996)
- Le roi du bois( O rei do bosque), Verdier (1996), ISBN 2-86432-229-3
- Mythologies d'hiver(Mitologias do inverno), Verdier (1997), ISBN  2-86432-264-1
- Trois auteurs(Tres autores), Verdier (1997), ISBN  2-86432-263-3
- Abbés, Verdier (2002), ISBN  2-86432-363-X
- Corps du roi(Corpo do rei), Verdier (2002), Prix Décembre(Prêmio Dezembro), ISBN  2864323664
- Le roi vient quand il veut : propos sur la littérature(O rei vem quando quer :propósitos sobre a literatura), Albin Michel (2007) ISBN  978-2-226-17968-5
- Les onze(Os onze), Editeur : Verdier, Lagrasse, France ,(04/2009), ISBN 978-2-86432-552-9

## Estudos
- Vincent Pélissier, Autour du Grand Plateau’’(Sobre o palco de teatro e estúdio de cinema),  com Pierre Bergounioux, Alain Lercher, Jean-Paul Michel, Pierre Michon, Richard Millet, Tulle, Edições Mille Sources, 2002.
- Compagnies de Pierre Michon (Companhias de Pierre Michon), Théodore Balmoral- Edições  Verdier, Lagrasse, 1993, (contribuições  de Pierre Bergounioux, Richard Blin, Christian Bobin, Michel Deguy, Françoise Hàn, Christian Jambet, Yvan Leclerc, Jean-Michel Maulpoix, Claude Mouchard, Pierre Pachet, Jean-Baptiste Para, Jacques Réda, Jean-Pierre Richard, Gérard Titus-Carmel, ISBN 2-86432-185-8
- Le Matricule des Anges( Matrícula dos Anjos), n° 5, dezembro de 1993-janeiro de  1994.
- « Dossier Pierre Michon »(Dossiê Pierre Michon) em Prétexte, n° 9, 1996.
- « Dossier Pierre Michon »( Dossiê Pierre Michon), La Femelle du Requin(A Fêmea do tubarão), n° 9, été 1997.
- Scherzo, n° 5, novembro-dezembro 1998, (contribuições de  Yves Charnet, François Bon, Jean-Claude Pinson, Wyatt Mason, Sabine et Patrick Boucheron).
- De Revisor, n° spécial, Pays-Bas, dezembre 2000 (contribuições  de P. F. Thomése, Martin de Haan Rokus Hofstede, Anneke Brassinga, Jacob Groot).
- Pierre Michon, L’écriture absolue(A escritura total), textos reunidos por Agnès Castiglione, publicação da Universidade de Saint-Étienne, 2002.
- Catherine Sauvard, « L'hypothèse paternelle, Pierre Michon et Jacques Lacan »(A hipótese paternal, Pierre Michon e Jacques Lacan), em Les Lettres de la Société de Psychanalyse Freudienne, n° 19, juin 2008.